# ميدوشن

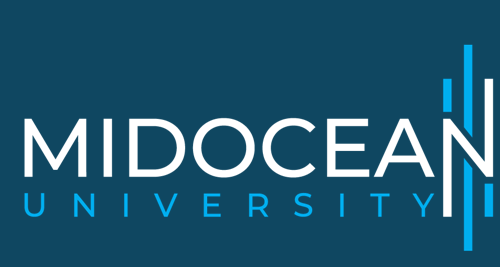
Midocean

ميدوشن هي جامعة للتعليم العالي تقع في موروني، جزر القمر.
تأسست الجامعة بهدف أن تصبح رائدة في مجال التعليم عالي الجودة في المنطقة العربية وعلى نطاق عالمي، وتقدم نموذجاً تعليمياً مبتكراً يجمع بين الجوانب التقليدية والحديثة للتعليم العالي. تأسست كأول جامعة عربية خاصة تحصل على الاعتماد الجامعي من وزارة التربية الوطنية القمرية. سرعان ما رسخت الجامعة مكانتها من خلال التزامها بالتميز الأكاديمي وتدويل برامجها. في عام 2022، خطت الجا*معة خطوة مهمة إلى الأمام عندما أصبحت جزءًا من شرك*ة ”الجميع أذكياء“ القابضة، ومقرها الفجيرة، الإمارات العربية المتحدة.

## الرسالة والأهداف
تتميز جامعة ميدوشن برؤيتها التعليمية التي تتسم بسهولة الوصول إليها والابتكار والتطلع إلى المستقبل. ويستند نهجها التربوي على أساليب تدريس مرنة ومتطلبة في نفس الوقت توفر للطلاب تعليماً مصمماً خصيصاً لأهدافهم المهنية مع احترام المعايير الدولية. وبالإضافة إلى ذلك، فهي تنقل المعرفة وتشجع على الابتكار وتقدم برامج تعليم عالٍ عالية الجودة بأسعار في متناول الجميع. تلتزم ميدوشن بما يلي:
- توفير تعليم عالي الجودة: من خلال تطوير برامج أكاديمية تلبي احتياجات سوق العمل اليوم.
- تشجيع الابتكار والبحث: تشجع على الابتكار في أساليبها التعليمية وكذلك في المشاريع البحثية التي يقوم بها طلابها وأعضاء هيئة التدريس.
- تعزيز التنوع والتدويل: من خلال جذب الطلاب والمدرسين من جميع أنحاء العالم. تخلق بيئة متعددة الثقافات تثري تجربة التعلم وتؤهل الطلاب لعالم معولم.
- المساهمة في التنمية المستدامة: من خلال دمج أهداف التنمية المستدامة (SDGs) في برامجها وأنشطتها، تهدف إلى تدريب القادة القادرين على مواجهة التحديات البيئية والاجتماعية في القرن الحادي والعشرين.

## التاريخ
تأسست جام*عة ميدوشن لتلبية الحاجة المتزايدة للتعليم الجيد في المنطقة العربية. في الوقت الذي وضعت نفسها كنموذج عالمي للتعليم العالي. يتميز تاريخها بسلسلة من المبادرات ذات الرؤية والتحالفات الاستراتيجية التي شكلت مسيرتها وجعلت منها مؤسسة متميزة.

## التأسيس والبدايات:
أنشئت استجابة للطلب المتزايد على التعليم العالي عالي الجودة في جزر القمر. في البداية، ركزت على بناء قاعدة أكاديمية صلبة من خلال إقامة روابط مع خبراء في مجالات مختلفة. وقد مكّنتها هذه الاستراتيجية من تقديم مجموعة من البرامج الأكاديمية، بما في ذلك الإدارة وعلوم الحاسوب والإعلام الرقمي، مما ساهم في تطورها السريع والاعتراف بها كمؤس*سة أكاديمية رئيسية في المنطقة.

## أول جامعة عربية خاصة:
كانت إحدى أهم المحطات البارزة في تاريخها هي حصولها على ترخيص الجا*معة من قبل وزارة التعليم الوطني القمرية، مما جعل ميدوشن أول جا*معة عربية خاصة تحصل على هذه الصفة في البلاد. لم يمثل هذا الإنجاز نقطة تحول للجا*معة نفسها فحسب.

## التطور والتحديث
تطورت ميدوشن بشكل كبير منذ إنشائها. فقد تأسست لتلبية الاحتياجات التعليمية الحديثة، وسرعان ما رسخت مكانتها كمؤ*سسة رائدة. وبفضل هذا التوسع، تمكنت الجام*عة من تقديم برامج أكثر تنوعاً وابتكاراً. وفيما يتعلق بالمساهمات، فهي تشارك في المبادرات التعليمية العالمية وتشارك بنشاط في التنمية المستدامة من خلال التبرعات والشراكات.

## الالتزام تجاه المجتمع:
بالإضافة إلى توسعها الأكاديمي والدولي، حافظت جا*معة ميدوشن دائماً على ارتباطها الوثيق بالمجتمع المحلي. فهي ملتزمة بالتنمية المجتمعية ومشاريع الاستدامة، وتساهم بنشاط في التقدم الاجتماعي والاقتصادي لجزر القمر. وينعكس هذا الالتزام أيضاً في المبادرات البحثية والتعاون مع المؤس*سات التعليمية الأخرى والمنظمات غير الحكومية.

## البرامج الأكاديمية
تقدم الجام*عة العديد من البرامج الأكاديمية، بما في ذلك:
1.	بكالوريوس تكنولوجيا المعلومات: يعمل هذا البرنامج على إعداد مديرين مؤهلين في إدارة تكنولوجيا المعلومات، وأمن تكنولوجيا المعلومات، وتطوير تطبيقات الويب والهواتف المحمولة. تستمر الدورة الدراسية 6 فصول دراسية.
2.	بكالوريوس في الإدارة: يهدف هذا البرنامج متعدد التخصصات إلى تطوير المهارات في المحاسبة والتمويل وإدارة الميزانية. وتستمر الدورة الدراسية 6 فصول دراسية.
3.	درجة البكالوريوس في الإعلام الرقمي: يستكشف هذا البرنامج اتجاهات وتقنيات الاتصال الرقمي، مع التركيز على أدوات الإعلام الحديثة. تستمر الدورة 6 فصول دراسية.
4.	ماجستير إدارة الأعمال: يركز هذا البرنامج على تطوير مهارات إدارة الأعمال وإعداد الطلاب لإدارة المشاريع المعقدة في بيئة متعددة الثقافات. وتستمر الدورة الدراسية 3 فصول دراسية.

## الحرم والمرافق
تقع ميدوشن في وسط مدينة موروني، في شارع ماتيليك، وتوفر سهولة الوصول إلى مرافقها للطلاب المحليين والدوليين. بفضل موقعها الاستراتيجي. يغطي الحرم الجام*عي مساحة 450 متراً مربعاً تقريباً، ويشمل
- قاعة استقبال
- غرفة للموظفين
- قاعتان دراسيتان
- مكتبة
- عيادة طبيب للطلبة
- قاعة استعلامات
- حديقة

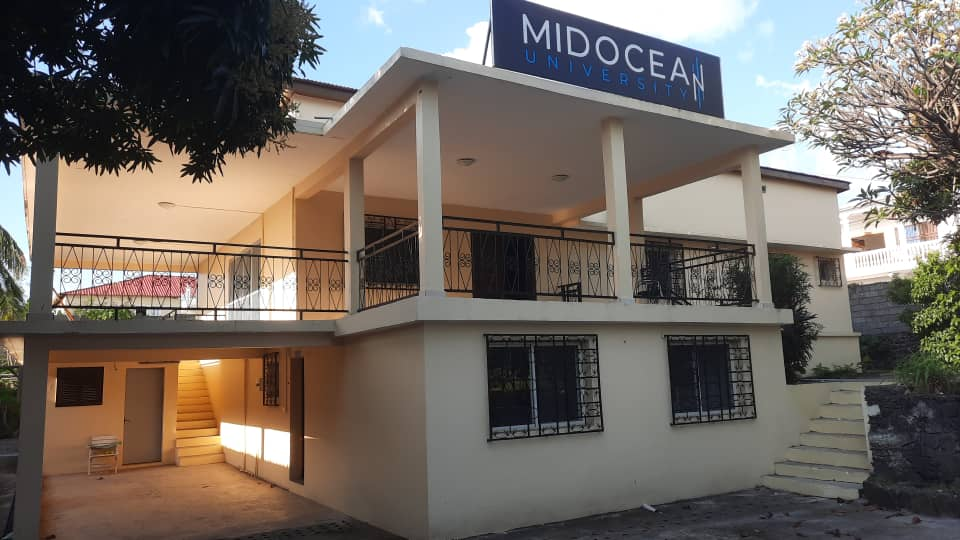
Midocean

يتألف المبنى من طابقين، مع غرفتين متصلتين ومرحاض في الطابق الأرضي، وثلاث غرف متشابهة في الحجم في الطابق العلوي، وقاعة كبيرة، ومنطقة مطبخ سابقة تم تحويلها إلى غرفة تحكم، بالإضافة إلى حمام ومرحاضين.

## الإنجازات والتصنيفات
حصلت جام*عة ميدوشن على تصنيف 5/5 من مؤس*سة QS (Quacquarelli Symonds)، وهي مؤ*سس*ة مشهورة بتصنيفها للمؤ*سسات التعليمية في مجالات التعليم والبحث والتطوير والابتكار. كما أنها مدرجة في تصنيف THE Impact Ranking، باعتبارها جام*عة مؤثرة في تحقيق أهداف التنمية المستدامة.

## الاعتمادات:
جامعة ميدوشن معتمدة من قبل وزارة التعليم الوطني القمرية بترخيص رقم 24-460/MENERSFIP/SG. وتشمل الاعتمادات البارزة الأخرى ما يلي:
خدمة الاعتماد ASIC، معتمدة من حكومة المملكة المتحدة.
عضوية منظمة Quality Matters (QM).
شراكة الج*امعة مع CompTIA.
معادلة البرامج من قبل FIS، وهي عضو في المجلس الوطني للتعليم عن بُعد.
عضوية المجلس الدولي للتعليم المفتوح عن بعد (ICDE).
عضوية STARS في جمعية النهوض بالاستدامة في التعليم العالي (AASHE).
اتفاقية ش*راكة مع ش*ركة ريد هات.
تصنيف 5 نجوم من قبل نظام QS Stars.
عضو منتسب في اتحاد الجا*معات العربية.

## الأنشطة والأخبار
جامعة ميد أوشن مؤسسة ديناميكية تتفاعل باستمرار مع المجتمع الأكاديمي والعالمي من خلال تنظيم مجموعة متنوعة من الأنشطة والفعاليات. وقد نظمت منذ إنشائها ورش عمل وندوات متخصصة تغطي مجالات معرفية مختلفة، مثل التكنولوجيا والعلوم الإنسانية والتنمية المستدامة. بالإضافة إلى ذلك، تستضيف محاضرات عامة يلقيها خبراء دوليون لمشاركة أحدث التطورات والأبحاث مع الطلاب وأعضاء هيئة التدريس، مثل
- أدوات تحليل السوق (كلية الإدارة)
- أنواع البيانات في الاقتصاد (كلية تكنولوجيا المعلومات)
- اكتشاف مكتبات بايثون لعلوم البيانات (كلية تكنولوجيا المعلومات)
- اختبار دولينجو (كلية الإدارة)
- مايكروسوفت 365 للمستخدمين النهائيين (كلية تكنولوجيا المعلومات)
- التمويل الإسلامي وأثره على الاستدامة (كلية الإدارة)
- إدارة الأداء الاستراتيجي (كلية تكنولوجيا المعلومات)
ومن بين الفعاليات، تم عقد دورات تدريبية تحت اسم
- التسويق الرقمي (كلية الإدارة)
- ”أفضل الممارسات للاتصال الفعال والجذاب“ (كلية الإعلام الرقمي)
- المهارات التقنية“ (كلية الإدارة)
- ”تعلم اللغة الإنجليزية“ (كلية الإدارة)
- ”إيجاد فكرة مشروعك التجاري“ (كلية الإدارة)